# Дарвендейл (месторождение)
Дарвендейл (англ. Darwendale) — месторождение платины в Зимбабве, расположенное вблизи городка Дарвендейл. Является вторым в мире по величине запасов месторождением платины. По данным 2014 года, доказанные запасы платины здесь составляют 19 тонн, ресурсы — 755 тонн с учётом других металлов (палладий, родий, золото, никель и медь) в пересчёте на условную платину. Месторождение является частью Великой Дайки.

## История освоения
В мае 2013 года появился проект освоения месторождения с участием российских компаний. Был создан консорциум с участием госкорпорации «Ростех», Внешэкономбанка и группы Vi Holding, контролируемой Виталием Мащицким, которого называют другом и земляком главы «Ростеха» Сергея Чемезова.
В сентябре 2014 года министр промышленности и торговли России Денис Мантуров и министр иностранных дел Зимбабве Симбараше Мумбенгегви подписали в Хараре соглашение об освоении месторождения. Согласованный объём инвестиций составил около 3 миллиардов долларов. Намечалось к 2024 году создать горно-обогатительное предприятие по добыче и переработке руды мощностью свыше 9 миллионов тонн в год, которое должно обеспечить ежегодный выход готовой продукции до 25 тонн металлов платиновой группы. Начальный этап проекта включал строительство и запуск в 2017 году первой очереди производства с годовой добычей и переработкой на обогатительной фабрике свыше 3 миллионов тонн руды и производством готовой продукции в виде концентрата 300 тысяч унций (9,3 тонны) в год, а также создание необходимой инфраструктуры.
Однако в 2015 году «Ростех» и Внешэкономбанк вышли из проекта. Его осуществляет совместное предприятие Great Dyke Investments (Pvt) Ltd., которое на 50 % принадлежит через АО «Афромет» Vi Holding, а другие 50 % принадлежат зимбабвийской Peneast Mining Company.
В январе 2019 года в присутствии президентов России и Зимбабве Владимира Путина и Эммерсона Мнангагвы было подписано лицензионное соглашение о добыче полезных ископаемых на месторождении. Кроме того, были подписаны меморандум о взаимопонимании между Африканским экспортно-импортным банком (Афрэксимбанк) и компанией Great Dyke Investments о предоставлении проектного финансирования в объёме до $192 млн для реализации проекта, меморандум между Great Dyke Investments и Африканской финансовой корпорацией о долевом участии этой корпорации в проекте на сумму до $75 млн, а также меморандум об обеспечении страхования политических рисков участия в проекте группы ВТБ.
Инвестиции первой очереди проекта составляют 500 млн долларов, общий объём инвестиций в проект должен составить 2 млрд долларов. Проект должен создать около 8000 рабочих мест. К 2020 году проект позволил трудоустроить около 300 зимбабвийцев. Компания Great Dyke Investments рассчитывала получить первый концентрат металлов платиновой группы к концу 2022 года и в рамках первой фазы проекта нарастить годовой объём производства до 290 тыс. унций.
В июне 2022 года было объявлено, что компания Vi Holding Виталия Мащицкого передаст свою 50-процентную долю в проекте зимбавийской государственной компании Kuvimba Mining House Ltd..